# Cardiff City Football Club (féminines)
Ne doit pas être confondu avec Cardiff City Ladies Football Club.
Pour les articles homonymes, voir Cardiff (homonymie).
Maillots
Actualités
Le Cardiff City Football Club est un club de football gallois possédant une section féminine.

## Histoire
Le club évolue en Welsh Premier League (première division galloise) depuis la saison 2012-2013.
En 2013, le club remporte son premier titre de champion du pays de Galles.
Il est finaliste de la Coupe du pays de Galles féminine de football en 2015 et de la Coupe de la Ligue du pays de Galles féminine de football en 2021.

## Palmarès
- Championnat du pays de Galles (4) :
  - Vainqueur en 2013, 2023, 2024 et 2025
- Coupe du pays de Galles (4) :
  - Vainqueur en 2016, 2022, 2023 et 2024
  - Finaliste en 2015 et 2018
- Coupe de la Ligue du pays de Galles (1) :
  - Vainqueur en 2024
  - Finaliste en 2021, 2022 et 2023